# Lutzomyia dodgei
Lutzomyia dodgei är en tvåvingeart som först beskrevs av Vargas L., Díaz Nájera A. 1953.  Lutzomyia dodgei ingår i släktet Lutzomyia och familjen fjärilsmyggor. Inga underarter finns listade i Catalogue of Life.